# Romanthony
Romanthony (født Anthony Wayne Moore i 1967 i New Jersey - 7. maj 2013 i Austin, Texas) var en house producer, dj og sanger fra USA.
Han var bl.a. kendt for hans tætte samarbejde med bandet "Daft Punk".

## Diskografi
- Romanworld (1996)
- Hold on (1999)